# Dragon Ball - Il cammino dell'eroe
Dragon Ball - Il cammino dell'eroe (最強への道?, Saikyō e no Michi, lett. "La strada verso la forza") è un film d'animazione del 1996 diretto da Shigeyasu Yamauchi.
Si tratta del 4° film basato sulla serie Dragon Ball, proiettato per la prima volta al Toei Anime Fair il 4 marzo 1996.
È stato realizzato per celebrare il 10º anniversario dell'anime. La storia intreccia quasi tutti i personaggi incontrati da Goku fino allo scontro con il Red Ribbon. 

## Trama
Il film è ambientato in una linea temporale alternativa agli eventi della serie tv. Bulma, una giovane ragazza di sedici anni, incontra Goku, un ragazzino di dodici anni, sulle montagne di Paoz e insieme vanno alla ricerca delle Sfere del drago per chiedere al Drago Shenron di esaudire un desiderio. Durante il viaggio incontreranno Olong, Yamcha, Pual, Umigame, Muten e Androide 8 che li aiuteranno nella loro impresa e dovranno vedersela con la spietata armata Red Ribbon guidata dal perfido Generale Red, il quale mira ad impadronirsi delle sfere magiche e cercherà in tutti i modi di ostacolarli.

## Distribuzione

### Titoli
- Giappone: Saikyō e no Michi (最強への道?)
- Stati Uniti: Dragon Ball: The Path to Power
- Italia:
  - Dragon Ball: Il cammino dell'eroe (VHS, primo doppiaggio)
  - Dragon Ball: La nascita degli eroi (DVD, secondo doppiaggio)
- Portogallo: Dragon Ball - O caminho do poder
- Spagna: Dragon Ball: El camino hacia el más fuerte
- Francia: Dragon Ball: L'Armée du ruban rouge

### Edizione italiana
Edito dalla Dynamic Italia e mai trasmesso su Italia 1 (benché lo fece doppiare), fu trasmesso per due volte su Rai 2 (una in prima serata in versione integrale e l'altra in pomeridiana con dei tagli) col primo doppiaggio. Il secondo doppiaggio invece è andato in onda il 30 dicembre 2004 su Italia Teen Television. Successivamente è stato ripubblicato da DeAgostini in DVD come Dragon Ball - La nascita degli eroi. La prima trasmissione in chiaro del secondo doppiaggio è avvenuta il 18 maggio 2022 su Italia 2 col titolo Dragon Ball Special - La nascita degli eroi.

### Edizioni home video
Il film è stato distribuito in VHS da Dynamic Italia col primo doppiaggio e successivamente in DVD col doppiaggio di Mediaset.

## Curiosità
- All'interno del film è presente una citazione alla leggenda giapponese di Urashima Tarō. Quando Olong, Bulma e Goku trovano una tartaruga che si era persa in montagna e scoprono che si tratta dell'animale domestico del maestro Muten, i ragazzi, su richiesta di Goku, decidono di riaccompagnarla al mare. Olong comincia a fare riferimento al castello del drago e alla principessa Oto (Otohime), mentre Bulma fa riferimento alla scatola degli anni perduti.
- All'interno del film sono presenti gli stessi personaggi della serie regolare, tuttavia alcuni di essi sono stati ridisegnati con un cambio di look:
  1. Goku ha lo stesso design che possiede nella serie GT, anche se inizialmente indossa la classica tuta blu che portava all'inizio della serie regolare.
  2. I capelli di Bulma sono di una tonalità viola, come nella maggior parte della tavole originali di Akira Toriyama.
  3. Il Sergente Metallic ha la carnagione scura, non ha i capelli e indossa differenti occhiali da sole.
  4. Il Segretario Black ha i capelli e la carnagione meno scura.
  5. Il Generale White è stato ridisegnato completamente.
  6. Il Colonnello Violet è stata esteticamente imbruttita.
  7. Il robot gigante utilizzato dal segretario Black ha un design differente ed è molto più grande.